# Gyrus postcentralis
De gyrus postcentralis of achterste centrale winding is een winding in het voorste deel van de pariëtale kwab van de grote hersenen. Deze winding zou homoloog zijn aan de gyrus postcruciatus in roofdieren.

## Ligging
De gyrus postcentralis ligt achter de sulcus centralis en voor de sulcus postcentralis. Deze laatste hersengroeve scheidt het onderste deel, de gyrus postcentralis inferior, van de daarachterliggende lobulus parietalis inferior.

## Functie
De grijze stof van deze hersenwinding maakt deel uit van de primaire somatosensibele schors en is betrokken bij de waarneming van pijn-, koude/warmte-, en tastprikkels (fijne aanraking, grove aanraking, stretch en druk op de huid).